# Primer ministro de Seychelles
El cargo de Primer Ministro de Seychelles fue una posición dentro del gobierno de la nación insular que existió desde 1970 hasta 1977. La siguiente es una lista de las personas que ejercieron el puesto en ese periodo:

## Ministro en Jefe de Seychelles (1970-1975)
| Nombre            | Inicio de periodo       | Fin de periodo       | Partido Político                  |
| ----------------- | ----------------------- | -------------------- | --------------------------------- |
| Sir James Mancham | 12 de noviembre de 1970 | 1 de octubre de 1975 | Partido Democrático de Seychelles |

## Primeros Ministros de Seychelles (1975-1977)
| Nombre             | Inicio de Periodo    | Fin de Periodo      | Partido Político                         |
| ------------------ | -------------------- | ------------------- | ---------------------------------------- |
| Sir James Mancham  | 1 de octubre de 1975 | 28 de junio de 1976 | Partido Democrático de Seychelles        |
| France-Albert René | 29 de junio de 1976  | 5 de junio de 1977  | Frente Popular Progresista de Seychelles |
| Puesto abolido     | 5 de junio de 1977   | Actualidad          |                                          |